# Antonio del Castillo y Saavedra

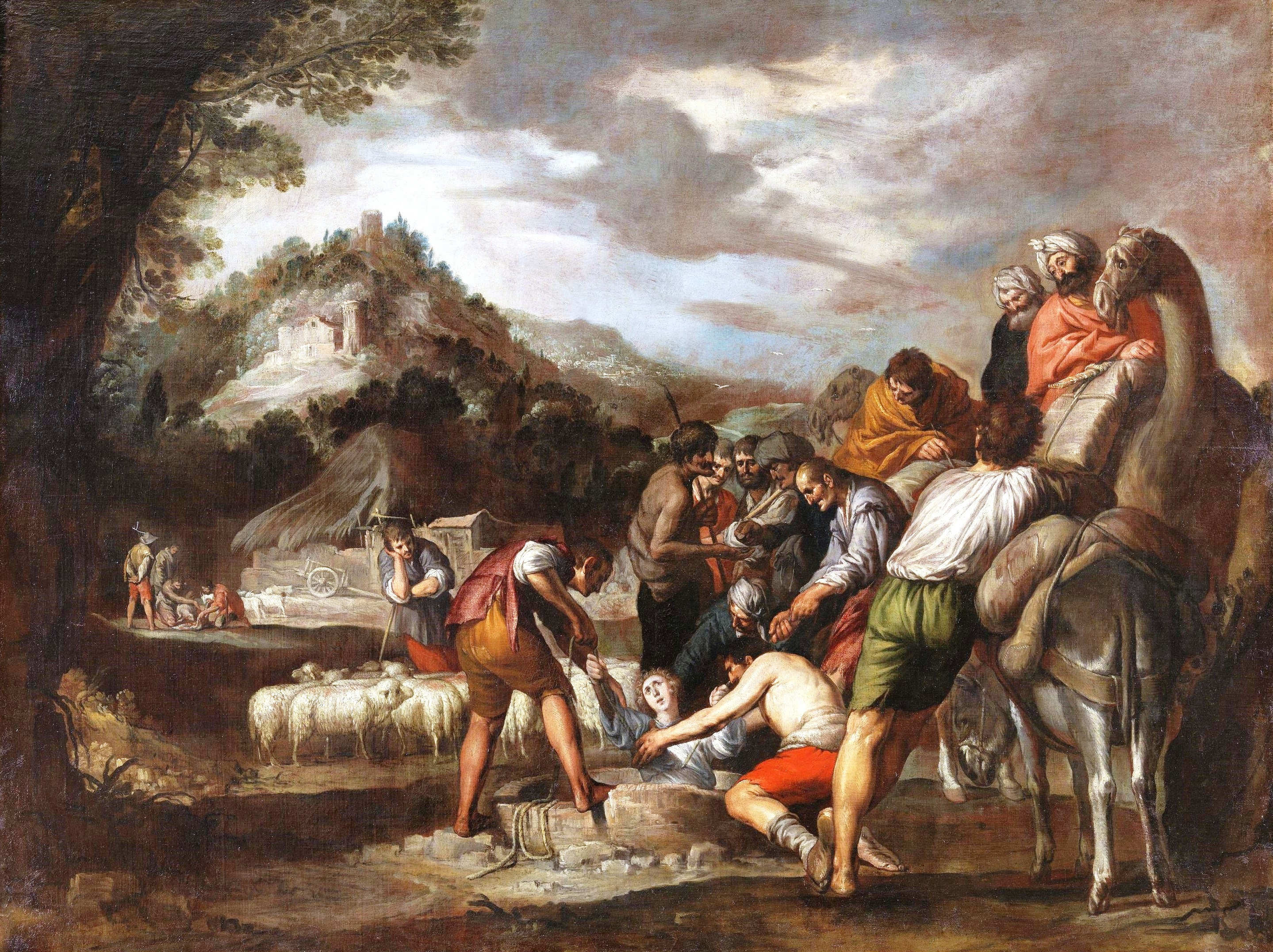
José vendido por sus hermanos, huile sur toile (109 x 145 cm) musée du Prado.

Antonio del Castillo y Saavedra (Cordoue, 10 juillet 1603-Cordoue, 2 février 1668) est un peintre baroque espagnol du siècle d'or.

## Biographie
Fils du peintre Agustín del Castillo, élève de Zurbaran, une grande partie de ses œuvres peut être vue dans les églises de Cordoue. D'après la légende il serait mort de chagrin à la découverte des toiles de Murillo.

## Galerie

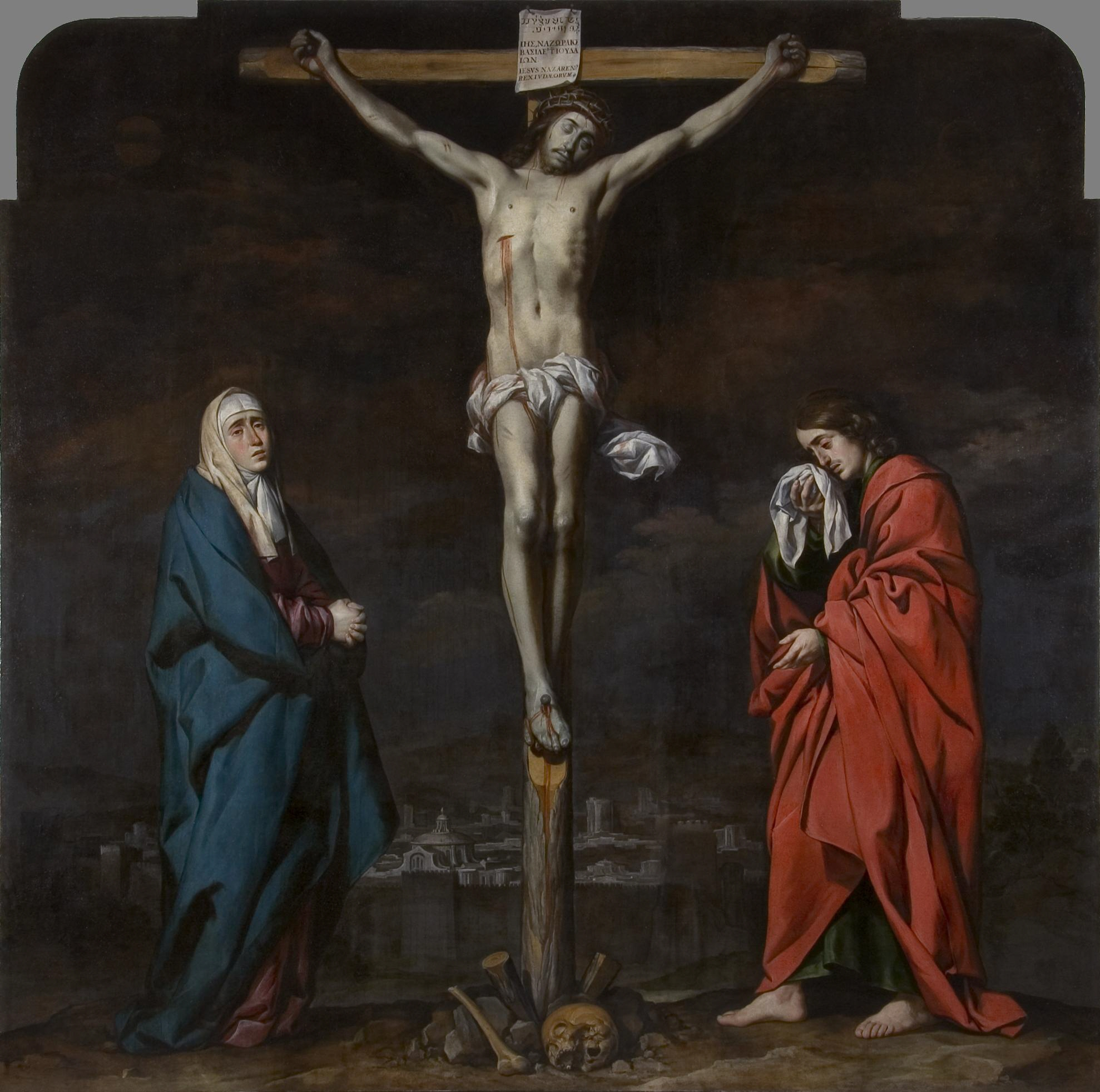
Calvario de la Inquisición, musée des Beaux-Arts de Cordoue.
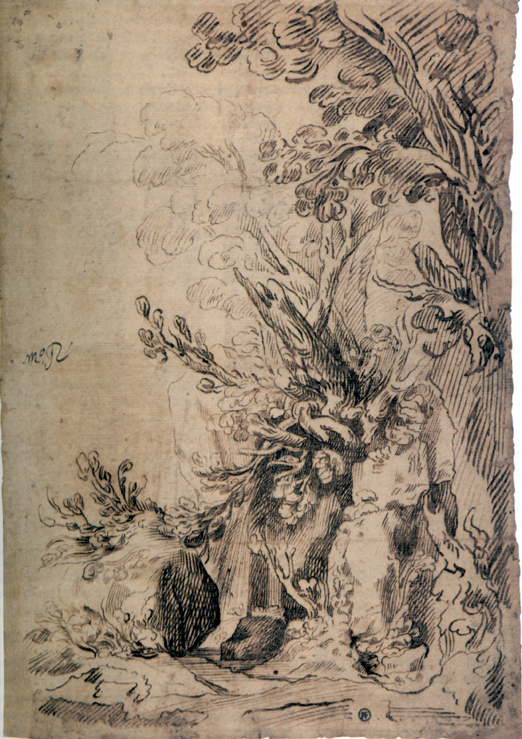
Paisaje con árboles y maleza, plume sépia sur papier, musée des Beaux-Arts de Cordoue.
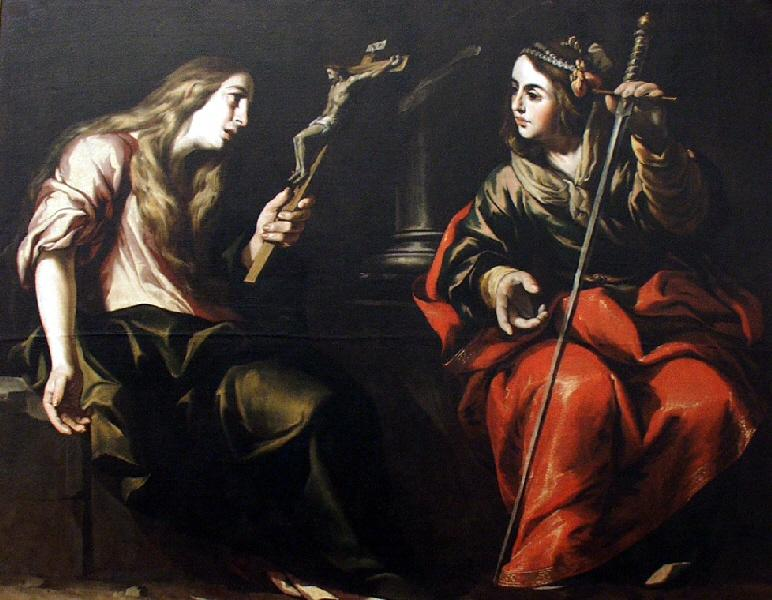
Santa Maria Magdalena.
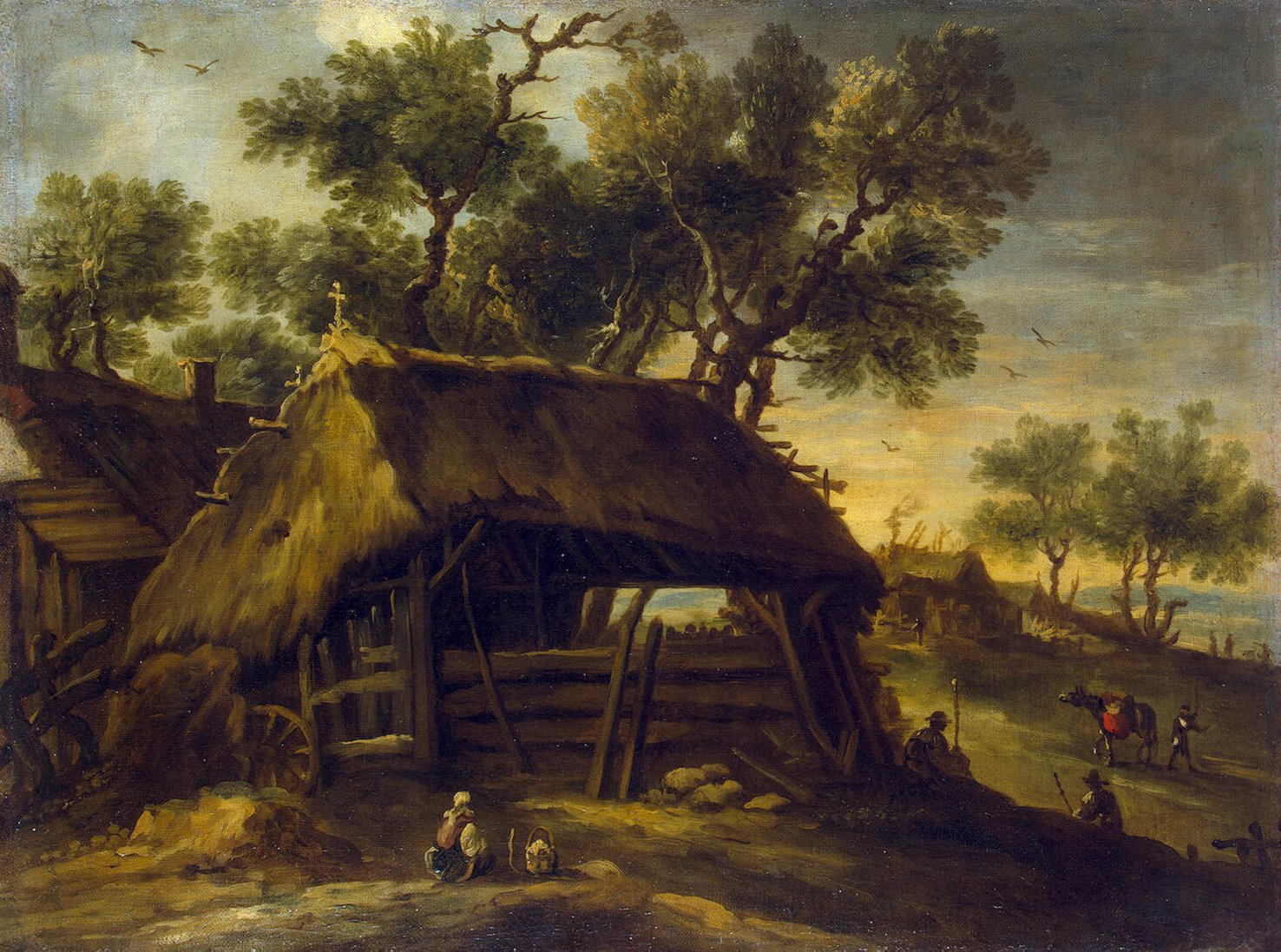
Paysage avec cabane.